# Kraftwerk Sohar Aluminium
Das Kraftwerk Sohar Aluminium (englisch Sohar Aluminium Power Plant) ist ein GuD-Kraftwerk im Gouvernement Schamal al-Batina, Oman, das am Golf von Oman im Hafen der Stadt Suhar gelegen ist.

## Daten
Mit einer installierten Leistung von 1 GW ist Sohar Aluminium eines der leistungsstärksten Kraftwerke in Oman (Stand August 2017).
Das Kraftwerk ist im Besitz der Sohar Aluminium Company LLC (Sohal) und wird auch von Sohal betrieben. Sohal ist ein Gemeinschaftsunternehmen von Oman Oil (40 %), Abu Dhabi Water and Electricity Authority (40 %) und Rio Tinto Alcan (20 %).
Die Auftragsvergabe an Alstom erfolgte Ende 2005; das Kraftwerk wurde am 22. Mai 2009 an den Kunden übergeben. Der Auftragswert für das Kraftwerk lag bei 476 Mio. USD; die Gesamtkosten für das Aluminiumwerk beliefen sich auf 2,4 Mrd. USD. In der Aluminiumhütte werden jährlich 350.000 t Aluminium hergestellt.
Von den 1 GW gehen ca. 650 MW an die Aluminiumhütte von Sohal; der Rest kann in das öffentliche Netz eingespeist werden.

## Kraftwerksblöcke
Das Kraftwerk besteht aus sechs Blöcken. Die folgende Tabelle gibt einen Überblick:
| Block | Max. Leistung (MW) | Betriebsbeginn | Turbine | Generator | Dampfkessel |
| ----- | ------------------ | -------------- | ------- | --------- | ----------- |
| 1     | 165                | 22.05.2009     | Alstom  | Alstom    | Alstom      |
| 2     | 165                | 22.05.2009     | Alstom  | Alstom    | Alstom      |
| 3     | 170                | 22.05.2009     | Alstom  | Alstom    |             |
| 4     | 165                | 22.05.2009     | Alstom  | Alstom    | Alstom      |
| 5     | 165                | 22.05.2009     | Alstom  | Alstom    | Alstom      |
| 6     | 170                | 22.05.2009     | Alstom  | Alstom    |             |

Die Abwärme von jeweils zwei der Gasturbinen wird in Abhitzedampferzeugern genutzt und einer gemeinsamen Dampfturbine zugeführt. Der maximal erreichbare Wirkungsgrad liegt bei ca. 50 %.

## Sonstiges
Die gewonnene elektrische Energie wird über ein Doppeldreiphasensystem (220 kV, 787 MW einfach) zum etwa 12 km entfernten Aluminiumwerk geleitet. Die ersten 2,5 km im Hafengelände sind als Erdkabel verlegt.